# تولای (سرزمین آلتای)
تولای (به لاتین: Tulay) یک منطقهٔ مسکونی در روسیه است که در سرزمین آلتای واقع شده‌است.